# 王靖斌
王靖斌（1995年5月8日—），中国足球运动员，司职前锋。现效力于中超球队武汉长江。

## 俱乐部生涯
王靖斌于2012年在中乙球队陕西老城根出道，于2013年加盟中超球队贵州人和的梯队。2014年他转会广州恒大，进入预备队，2015赛季被提拔到一线队。2016年二次转会期，王靖斌租借加盟日本球队冈山绿雉，但未获得出场机会。
王靖斌回到恒大，在2017赛季第五轮主场对阵天津泰达的比赛中首发，完成职业球队首秀。尽管中国足协出台U23政策，但他仍然机会寥寥，因此主动提出外借。2018赛季，他被租借至中甲球队上海申鑫，第一轮即首发完成首秀，并在足协杯首轮打入职业球队首球，帮助球队以3：1淘汰湖南湘涛晋级32强。
2022年，王靖斌轉會中超球队武汉长江。

## 国家队生涯
2017年1月举办的中国杯国际友谊赛，王靖斌被国家队主帅納比征召入大名单中。在首场中国0-2不敌冰岛的比赛中，王靖斌在第80分钟换下了曹赟定，成为首位未有职业球会登场记录却为国家队出场的中国球员。在第二场1-1战平克罗地亚的比赛中，他头球绝杀帮助球队拖入点球大战中取胜。他攻入职业生涯首球的同时，也成为首位未有职业球会登场记录却为国家队进球的球员，这个进球同时也是马尔切洛·里皮执教中国国家队的首球。